# Nicola Gualtieri (senatore)
Nicola Gualtieri (L'Aquila, 2 maggio 1866 – Roma, 10 aprile 1953) è stato un militare e politico italiano.

## Biografia
Nato nel 1866 da Giuseppe ed Enrichetta Antonelli, era cugino di Gennaro Manna. Ammesso nel 1883 nella Regia Accademia e Scuola di applicazione di Artiglieria e genio, nel 1886 diventò sottotenente nello Stato maggiore di artiglieria e nel 1888 tenente nel 6º reggimento artiglieria pesante. Rimasto in Italia per la scuola di guerra durante il conflitto italo-turco, prese parte alla prima guerra mondiale, dapprima destinato all'intendenza della III armata; in seguito, promosso colonnello, comandò la brigata Taro contro l'offensiva austro-ungarica nel settore della Vallagarina, fermata al passo Buole. Tornato alla III armata dopo la disfatta di Caporetto, ne diresse la ritirata dall'Isonzo al basso Adige. Passò in seguito al comando della 47ª divisione (Armata del Grappa), guidando le brigate Lombardia e Bologna nel respingere gli austriaci verso Feltre, e venne quindi nominato comandante del settore di Bolzano, dove rimase anche dopo la cessazione delle ostilità. Negli anni seguenti comandò le divisioni Trento e Pola e concluse la carriera con l'incarico di capo di stato maggiore del Regio Esercito. Nominato senatore nel 1929, nella categoria degli ufficiali generali di terra e di mare, venne dichiarato decaduto dall'Alta corte di giustizia per le sanzioni contro il fascismo con sentenza del 21 gennaio 1946, convalidata l'8 luglio 1948 dalla corte suprema di cassazione.